# Ralph Greenberg
Ralph Greenberg (* 2. September 1944 in Chester (Pennsylvania)) ist ein US-amerikanischer Mathematiker, der sich mit Zahlentheorie elliptischer Kurven und algebraischer Zahlentheorie (Iwasawa-Theorie) befasst.

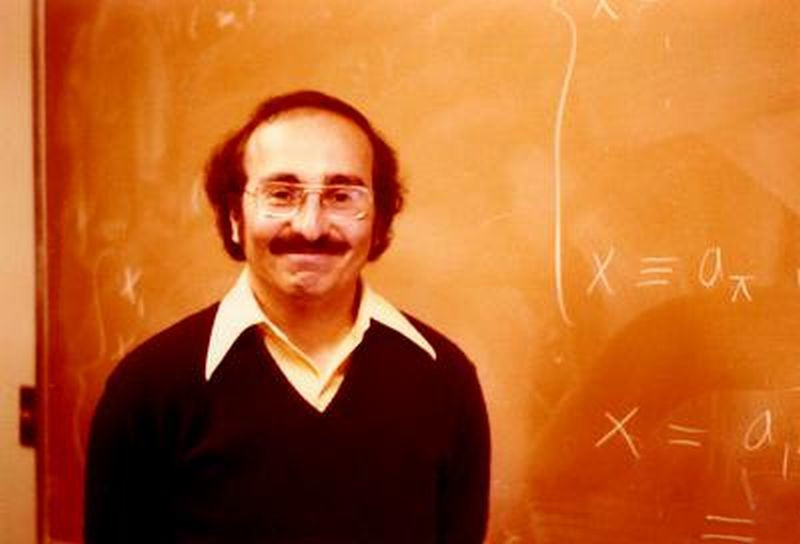
Ralph Greenberg, Seattle 1978

Greenberg studierte an der University of Pennsylvania mit dem Bachelorabschluss 1966 und wurde 1971 an der Princeton University bei Kenkichi Iwasawa promoviert (On some questions concerning the Iwasawa Invariants). Als Post-Doktorand war er 1972 bis 1973 am Institute for Advanced Study (und nochmals 1981). 1970 wurde er Assistant Professor an der University of Maryland, 1974 an der Brandeis University und 1978 an der University of Washington, an der er 1979 Associate Professor und 1983 Professor wurde. Er blieb dort Professor mit Ausnahme von 1990 bis 1992, als er Professor an der Boston University war.
Er war unter anderem Gastwissenschaftler an verschiedenen Pariser Universitäten, der Universität Cambridge, dem Max-Planck-Institut für Mathematik, dem Isaac Newton Institute, am Tata Institut in Bombay, dem Institut Henri Poincaré, am IHES, in Tokio und Straßburg.
2010 war er Invited Speaker auf dem Internationalen Mathematikerkongress in Hyderabad (Selmer Groups and Congruences). Er ist Fellow der American Mathematical Society.

## Schriften
- Iwasawa theory, projective modules, and modular representations, American Mathematical Society 2011